# Coelocyba spenceri
Coelocyba spenceri är en stekelart som först beskrevs av Girault 1915.  Coelocyba spenceri ingår i släktet Coelocyba och familjen puppglanssteklar. Inga underarter finns listade i Catalogue of Life.